# Żyworodne
Żyworodne, ssaki żyworodne (Theria) – ssaki charakteryzujące się żyworodnością w odróżnieniu od ssaków jajorodnych.

## Systematyka
W tradycyjnej systematyce ssaków grupa ssaków żyworodnych klasyfikowana jest w randze podgromady, do której zaliczane są współcześnie żyjące torbacze (Marsupialia) określane też jako ssaki niższe (Metatheria) oraz łożyskowce (Placentalia) określane nazwą Eutheria – ssaki wyższe, ssaki właściwe – do których zalicza się większość współczesnych ssaków, w tym ludzi.
- ssaki niższe (Metatheria)
  - torbacze (Marsupialia)
- łożyskowce (Placentalia)